# 美崙溪
美崙溪位於台灣東部，舊名米崙溪，為一縣市管河川，幹流長度15.40公里，流域面積76.40平方公里，分佈於花蓮縣中北部，包含花蓮市大部分及新城鄉、秀林鄉與花蓮市交界地帶。主流發源於秀林鄉標高2,311公尺之七腳川山東南側，向東南流經娑婆礑、水源村 (秀林鄉)後，進入花蓮市境後轉向東北流經石壁堂、國福後，沿花蓮市與新城鄉交界，先轉向東後轉向南流，於嘉新再度進入花蓮市境，經美崙與花蓮市街區之間，於花蓮港南側注入太平洋，沿線有砂婆礑溪、佳山溪、八堵毛溪、須美基溪等支流。

## 相片

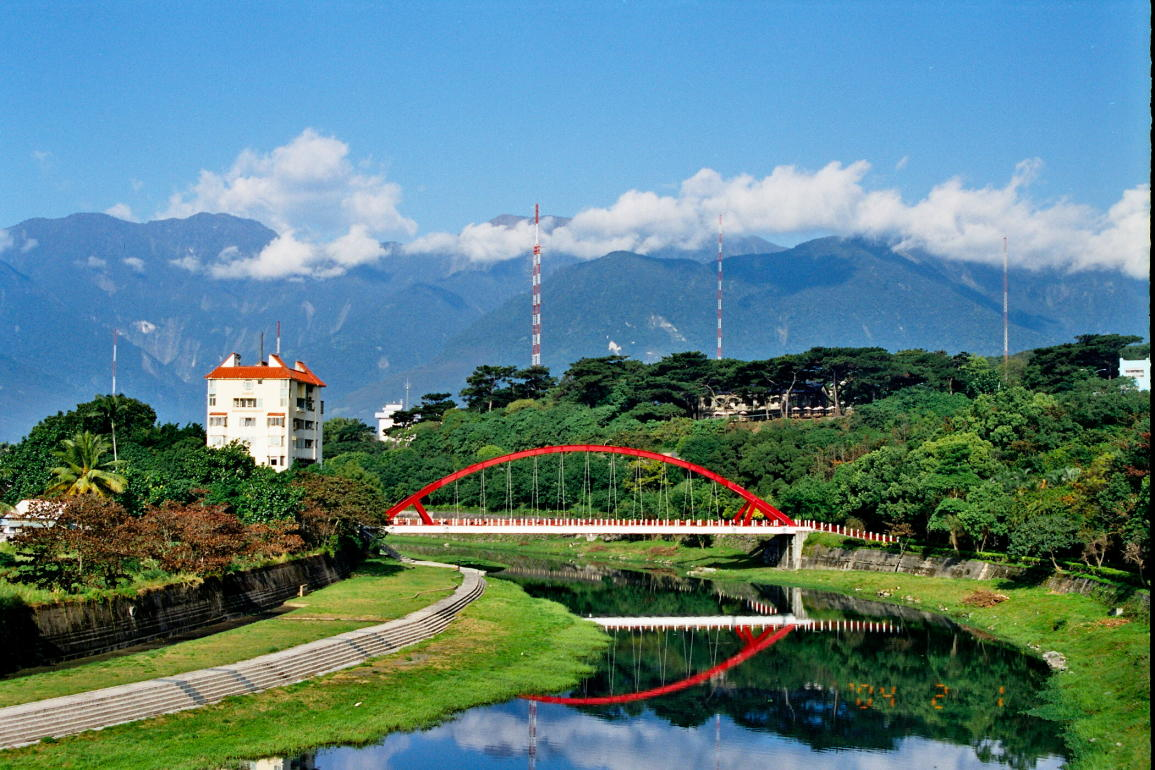
中山橋望菁華橋